# گرتا اندرسن
گرتا اندرسن (دانمارکی: Greta Andersen؛ زادهٔ ۱ مهٔ ۱۹۲۷ - درگذشته ۶ فوریهٔ ۲۰۲۳) یک شناگر اهل دانمارک بود.
از افتخارات وی می‌توان به کسب مدال طلا شنای ۱۰۰ متر آزاد و ۴×۱۰۰ متر آزاد در بازی‌های المپیک تابستانی ۱۹۴۸ اشاره کرد.